# 交響曲第104番 (ハイドン)

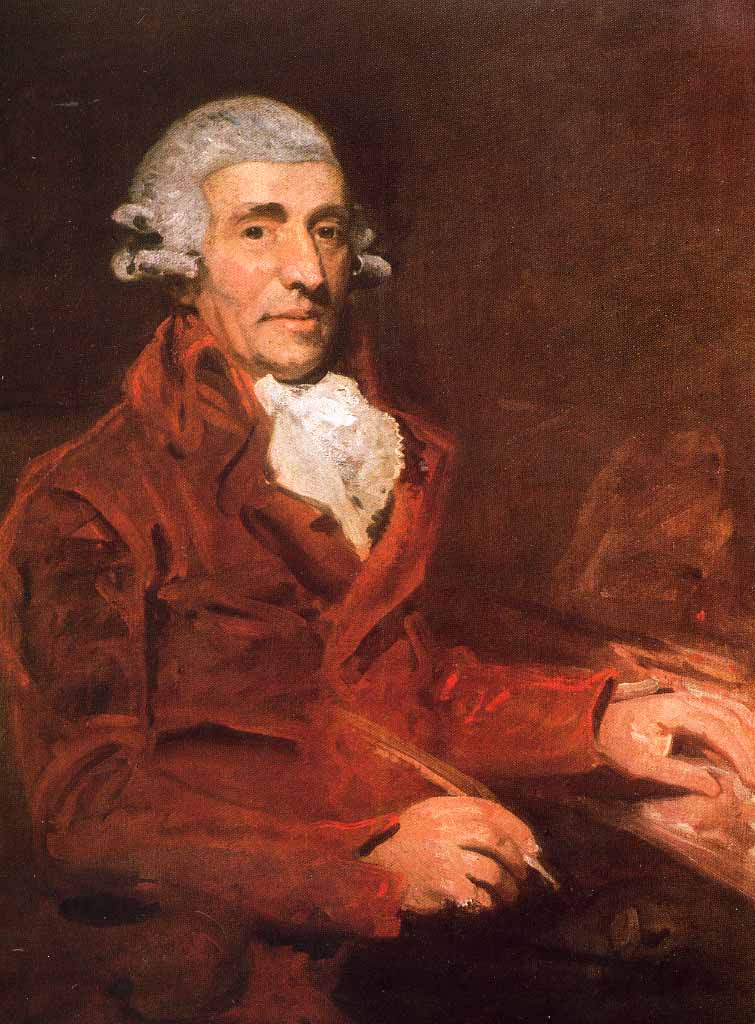
ハイドン（1791年、ジョン・ホプナー画）

交響曲第104番 ニ長調 Hob. I:104 は、フランツ・ヨーゼフ・ハイドンが1795年に作曲した交響曲。イギリス訪問時のロンドンで作曲された、いわゆる『ロンドン交響曲』のうちの1曲であり、ハイドンが作曲した最後の交響曲である。ハイドンの代表作の一つであり、『ロンドン』（London）または『ザロモン』（Salomon）の愛称で知られる。

## 概要
ハイドンは自筆譜に「私がイギリスで作曲した12番目（の交響曲）」と記しているが、実際には12曲の『ロンドン交響曲』のうち第99番などがウィーンで作曲されているため、この記述は正しくない。
初演は1795年5月4日の慈善コンサートで行われたといわれてきた。ハイドンはこの日の日記に「すべての観客も私も余すところなく楽しんだ。私はこの夜に4000グルデンの収入を得た。これはイギリスだからこそ可能だった」 と記していることから、この日に演奏されたことは確かである。しかし、ハイドン研究家のロビンス・ランドンは、4月13日の第6回オペラコンサートで初演されているとしている。

### 愛称の由来
『ロンドン』（または『ザロモン』）という愛称はハイドン自身によるものではなく、19世紀になってから付けられたものであるが、本作だけでなく、本作を含む全12曲の『ロンドン交響曲』全てがロンドンに関係しているので、この愛称に特別な意味はない。
また、終楽章の冒頭で奏でられるドローンの特徴から、古くは『バグパイプ付き』といった意味の "mit dem Dudelsack" という愛称で呼ばれることもあった。

## 楽器編成
| 木管         | 木管 | 金管         | 金管         | 打         | 打       | 弦              | 弦 |
| ------------ | ---- | ------------ | ------------ | ---------- | -------- | --------------- | -- |
| フルート     | 2    | ホルン       | 2            | ティンパニ | ●        | 第1ヴァイオリン | ●  |
| オーボエ     | 2    | トランペット | 2            | 他         |          | 第2ヴァイオリン | ●  |
| クラリネット | 2    | 他           |              | 他         | ヴィオラ | ●               |    |
| ファゴット   | 2    | 他           | チェロ       | 他         | ●        |                 |    |
| 他           |      | 他           | コントラバス | 他         | ●        |                 |    |

## 曲の構成
全4楽章、演奏時間は約30分。
- 第1楽章 アダージョ - アレグロ
ニ短調 - ニ長調、4分の4拍子 - 2分の2拍子（アラ・ブレーヴェ）、序奏付きのソナタ形式。
お使いのブラウザーでは、音声再生がサポートされていません。音声ファイルをダウンロードをお試しください。
お使いのブラウザーでは、音声再生がサポートされていません。音声ファイルをダウンロードをお試しください。
壮大なニ短調の序奏部で始まり、提示部は弦楽器によるニ長調の第1主題の提示で始まる。複雑な転調をせずに、まっすぐイ長調に転調して第1主題を再び木管楽器で提示する。第2主題はイ長調で木管楽器と弦楽器で提示される。提示部は小結尾で閉じ、第1主題の後半のリズムを使ってロ短調で始まる展開部に入る。展開部はオーケストラの全奏で閉じる。再現部では第1主題がニ長調で再現する。最後はニ長調のコーダで閉じる。

- 第2楽章 アンダンテ
ト長調、4分の2拍子、変奏曲形式。
お使いのブラウザーでは、音声再生がサポートされていません。音声ファイルをダウンロードをお試しください。
ト長調の弦による主題で始まる。この後、イ短調とニ短調を経由した後、弦楽器とファゴットで主要主題が繰り返される。第1変奏ではト短調や変ロ長調など様々な調に転調するが、主題の旋律の要素が続いている。ト長調の属調に達した後、第2変奏になる。フルートのソロの後の第3変奏は短く、そのままコーダへ続く。

- 第3楽章 メヌエット：アレグロ - トリオ
ニ長調 - 変ロ長調、4分の3拍子、複合三部形式。
お使いのブラウザーでは、音声再生がサポートされていません。音声ファイルをダウンロードをお試しください。
お使いのブラウザーでは、音声再生がサポートされていません。音声ファイルをダウンロードをお試しください。
メヌエット部分は三部形式（A-B-A）であり、Aでは主和音が強調されている。Bの部分は平行短調（ロ短調）や属調（イ長調）に転調する。
トリオは変ロ長調で、オーボエやファゴットが長く用いられる。メヌエットのように、トリオの中間部は平行短調（この場合はト短調）が目立つ。トリオは属調で締めくくられ、メヌエットに復帰する。

- 第4楽章 フィナーレ：スピリトーソ
ニ長調、2分の2拍子（アラ・ブレーヴェ）、ソナタ形式。
お使いのブラウザーでは、音声再生がサポートされていません。音声ファイルをダウンロードをお試しください。
元気の良い快速なソナタ形式である。ドローンが使われた民謡風の主題で始まるが、これはクロアチア民謡の "OjJelena" に基づくといわれている（詳しくは「en:Haydn and folk music」を参照）。展開部は定型通りに主調の属調に落ち着くが、再現部がすぐには始まらないのが異例である。その代わりに、展開部は嬰ヘ短調の部分に続き、その後で直ちにニ長調の再現部が始まる。